# 薮内夏美
薮内 夏美（やぶうち なつみ、1977年7月21日 - ）は、大阪府堺市出身の元女子バスケットボール選手、バスケットボール指導者。現役時代のポジションはポイントガード。元日本航空所属。コートネームは『ナツ』。

## 経歴
樟蔭東高校から樟蔭東女子短期大学を経て、日本航空に入社。
客室乗務員として勤務する傍ら、バスケットボール部に所属し、チームの主力として活躍。
長身ガードでポストプレーが出来る。アシストやスティールを得意とし、01-06シーズンでスティール賞、01-04シーズンでアシスト賞を受賞。また、引退時に功労賞を受賞。
バスケットボール女子日本代表にも選ばれ、アテネオリンピックを始め数多くの国際大会に出場した。特にアテネオリンピックアジア地区最終予選となった第20回アジア女子バスケットボール選手権準決勝の対大韓民国戦で先発出場し、日本のアテネオリンピック出場を決める勝利に貢献した試合は彼女のベストゲームと言われている。
故障を抱えていたこともあり、2005 - 06シーズン限りで競技から引退。客室乗務員に専念。
2007年NHK教育で放送された全日本総合バスケットボール選手権大会女子決勝の解説者をつとめる。
同年末、日本航空を退社。2008年より富士通レッドウェーブのアシスタントコーチに就任。2012年、岡里明美の後を受けヘッドコーチに就任。2014年退任、三菱電機コアラーズのアシスタントコーチとなるが2015年退任、同年日立ハイテク クーガーズのヘッドコーチ就任。2020年退任。
2018年アジア競技大会に出場した日本女子代表チームのヘッドコーチとして指揮を執り、銅メダルを獲得した。
2021年4月、アンダーカテゴリー女子日本代表の専任コーチに就任
2024年8月、ENEOSサンフラワーズのコーチに就任。